# Josep Maria Bofill i Pichot
Josep Maria Bofill i Pichot (Barcelona, 1 d'abril de 1860 - Sant Julià de Vilatorta, Osona, 15 d'abril de 1938) fou un metge i entomòleg català. Membre fundador de la Secció de Ciències de l'Institut d'Estudis Catalans (1911) de la qual fou president de 1916 fins a 1930.

## Biografia
Va estudiar el batxillerat al Colegio Libre de Terrassa, nom que va prendre, de 1869 a 1874, el Real Colegio Tarrasense. Allí va tenir com a professor d'història natural (1873-1874) Joan Cadevall, que li va desvetllar, com a tants altres deixebles, l'interès per les ciències de la natura.
Es llicencià en Medicina a la Universitat de Barcelona el 1882 i es doctorà a Madrid el 1883. Va ser alumne intern de les clíniques de la facultat i un dels redactors del Boletín del Ateneo de Alumnos internos de la Facultad de Medicina de Barcelona. Paral·lelament va estudiar i aprovar algunes assignatures de la llicenciatura de ciències, concretament la història natural i les ampliacions de física i química.

### El metge
Després de titular-se en medicina, es va enrolar com a metge en diferents transatlàntics que feien la travessia entre Espanya i les colònies de Cuba i Filipines. Va ser membre del Cos Mèdic Municipal de Barcelona de 1889 a 1902 i com a tal va ser un dels ponents de la comissió que anà a Berlín el 1891 a estudiar la vacuna antituberculosa que Koch creia haver descobert. També va ser metge numerari de l'Hospital de Sant Llatzer. De 1888 a 1890 va ser deixeble i col·laborador de Santiago Ramón y Cajal en el laboratori particular d'aquest. Al seu retorn de Berlin començà a dedicar-se a l'analítica d'esputs presumptament tuberculosos però tingué la desgràcia de contraure la malaltia i això el posà a les portes de la mort.

### El naturalista
Aquest contratemps de salut l'obligà a abandonar la seva carrera com a metge i li permeté reprendre el seu interès per l'estudi dels insectes, en particular els himenòpters, adquirit en la seva adolescència, quan era alumne de Joan Cadevall al Col·legi Lliure de Terrassa. Va ser soci de la Institució Catalana d'Història Natural de la qual va ser president dues vegades, el 1906 i el 1911. Entre 1915 i 1917 va tenir un paper decisiu en la incorporació d'aquesta entitat a l'Institut d'Estudis Catalans com a societat filial. Va ser membre de la Junta de Ciències Naturals de Barcelona de 1906 a 1914. El 1909 ingressà a la Reial Acadèmia de Ciències i Arts de Barcelona, de la qual va ser bibliotecari a partir de 1918.

## Obra científica
- Catàlech de Insectes de Catalunya: Hymenòpters: Primera família.- Tenthredíns (1902) amb Pere Antiga i Suñer
- Catàlech de Insectes de Catalunya: Hymenòpters: VIII família.- Chrysids (1903) amb Pere Antiga i Suñer
- Catàlech de Insectes de Catalunya: Hymenòpters: Hymenòpters: XVIII família.- Vèspids (1903) amb Pere Antiga i Suñer
- Catàlech de Insectes de Catalunya: Hymenòpters: Hymenòpters: X família.- Sphegids (1904) amb Pere Antiga i Suñer
- Catàlech de Insectes de Catalunya: Hymenòpters: Hymenòpters: XII família.- Sapygids; XIII família.-Scolids; XIV família.- Mutillids (1904) amb Pere Antiga i Suñer
- Catàlech de Insectes de Catalunya: Hymenòpters: Hymenòpters: IV família.- Ichneumonidae (1904) amb Pere Antiga i Suñer
- Catàlech de Insectes de Catalunya: Hymenòpters: Hymenòpters: Hymenòpters: XIX família.- Apidae (1905) amb Pere Antiga i Suñer
- Catàlech de Insectes de Catalunya: Hymenòpters: Hymenòpters: Hymenòpters: XI família.- Pompilidae (1906) amb Pere Antiga i Suñer
- Parasitismo animal y sus relaciones con la agricultura (1909)
- Algunos datos anatómicos y biológicos del Anthrenus verbasci L. (1911)
- Ponència sobre la publicació de la "Flora de Catalunya" (1912) amb Eugeni d'Ors
- Ponència sobre la publicació de la "Fauna malacològica de Catalunya" (1912) amb Eugeni d'Ors
- Noticias anatómico-biológicas del Oligomerus brunneus Oliv. y de su parásito el Pediculoides ventricosus Newp.».  (1916)
- Contribució a la crònica de la història natural a Catalunya (1917)
- De patología vegetal (1925)
- De patología vegetal, II (1931)